# Street Story (バンド)
Street Story（ストリートストーリー）は2015年4月に結成された日本のロックバンドである。

## 概要
声優である沢城千春が、ニコニコ生放送の自らの番組「チハ生」にて、趣味のギターを披露していた際「せっかくだから歌える人を呼びましょう」ということになり、finが番組に参加するようになる。徐々にバンドスタイルで演奏することへの欲求が高まり、沢城の同級生であるサンライズ太陽がドラム、そして、ELLEGARDENのメンバーと親交があるというスタッフの紹介で、高田雄一がベースとして参加する。結成しておよそ3年間は「チハ生バンド」として月一回カバー曲を披露する程度に留まっていたが、2019年バンド名を「Street Story」と改め本格的に音楽活動を開始した。2020年5月、新曲リリースの発表を機に、沢城とfinの2人体制での活動となる。なお、高田雄一、サンライズ太陽の2人は引き続きスケジュールが合うライブではサポート等に参加するとし今後も関係は継続する予定。

## メンバー
沢城千春
- ボーカル・ギター担当。

fin
- ボーカル・ギター担当。
- SEPTALUCKのボーカルとしても活動中。

### 旧メンバー
高田雄一
- ベース担当。

サンライズ太陽
- ドラム担当。